# フレンチ・コップス
フレンチ・コップス（原題：Les Ripoux、別題：Le Cop）は、1984年にクロード・ジディが監督し、フィリップ・ノワレとティエリー・レルミットが主演したフランスの犯罪コメディ映画。
原題の「堕落したもの」という意味を指す「Les Ripoux」には、単語の音節を逆順に発音するverlan（いわゆる倒語）というスラングの一種が使用されており、したがって、 ri-pou(x)はpou-rri(s)（「腐った」を意味する）を反転した言葉になる（最後のxやsは無音で、複数形になる） 。 1985年にセザール賞最優秀映画賞を受賞。 2つの続編が制作され、それぞれ1990年と2003年に公開された。

## あらすじ
競馬が趣味の悪徳警官ルネは、ブローレ署長から警察学校を出たばかりの新米刑事フランソワを押し付けられる。真面目で正義漢のフランソワは度重なるルネの職権乱用に腹を立て度々対立するが、ルネが仕向けた娼婦の虜になってしまったフランソワも悪に手を染めていくのだった。

## キャスト
※括弧内は日本語吹替（初回放送1988年7月16日 日本テレビ『土曜映画劇場』）
- ルネ・ボワロン：フィリップ・ノワレ（小松方正）
- フランソワ・レスビュシュ：ティエリー・レルミット（喜多川拓郎）
- ナターシャ：グラース・ド・カピターニ（佐々木優子）
- ブローレ署長：ジュリアン・ギオマール（村松康雄）
- シモーヌ：レジーヌ（竹口安芸子）
- ヴィダル：クロード・ブロッセ（金尾哲夫）
- ルブラン警部：アルベルト・シモノ（伊井篤史）
- マラブー：シェイク・ドゥクレ（広瀬正志）
- ピエロ：ピエール・フラッグ（島田彰）
- フィッシャー：マイケル・モリス（田原アルノ）
- フランク：ジャック・フランツ（幹本雄之）
- カムーン：バーナード・ビジャウィ（稲葉実）
- PMU窓口：エレーヌ・ヒリー（さとうあい）

## スタッフ
- 監督：クロード・ジディ
- 製作：ピエール・ゴーシェ
- 脚本：クロード・ジディ
- 撮影：ジャン＝ジャック・タルベ
- 音楽：フランシス・レイ

### 日本語版
- プロデューサー：清水篤（日本テレビ）
- 演出：長野武二郎
- 翻訳：入江敦子
- 調整：遠西勝三
- 効果：南部満治/大橋勝次
- 選曲：河合直
- 録音：ニュージャパン・スタジオ
- 制作担当：吉富孝明（ニュージャパンフィルム）
- 配給：東宝東和株式会社
- 制作：日本テレビ/ニュージャパンフィルム

## 賞
- セザール賞（フランス）
  - 受賞：最優秀監督賞（クロード・ジディ）[3][4]
  - 受賞：最優秀編集賞（ニコール・ソーニエ）[3][4]
  - 受賞：最優秀作品賞[3][4]
  - ノミネート：主演男優賞（フィリップ・ノワレ）
  - ノミネート：脚本賞 - オリジナル (クロード・ジディ)